# Pemphigus fatauae
Pemphigus fatauae är en insektsart. Pemphigus fatauae ingår i släktet Pemphigus och familjen långrörsbladlöss. Inga underarter finns listade i Catalogue of Life.